# Войска беспилотных систем
Войска́ беспило́тных систе́м (ВБС, ВБпС) — создаваемый род войск Вооружённых сил Российской Федерации, предназначенный для ведения боевых действий путём использования беспилотных систем в воздухе, на воде, и на суше. Формирование новой структуры планируется завершить в III квартале 2025 года.

## История

### Создание

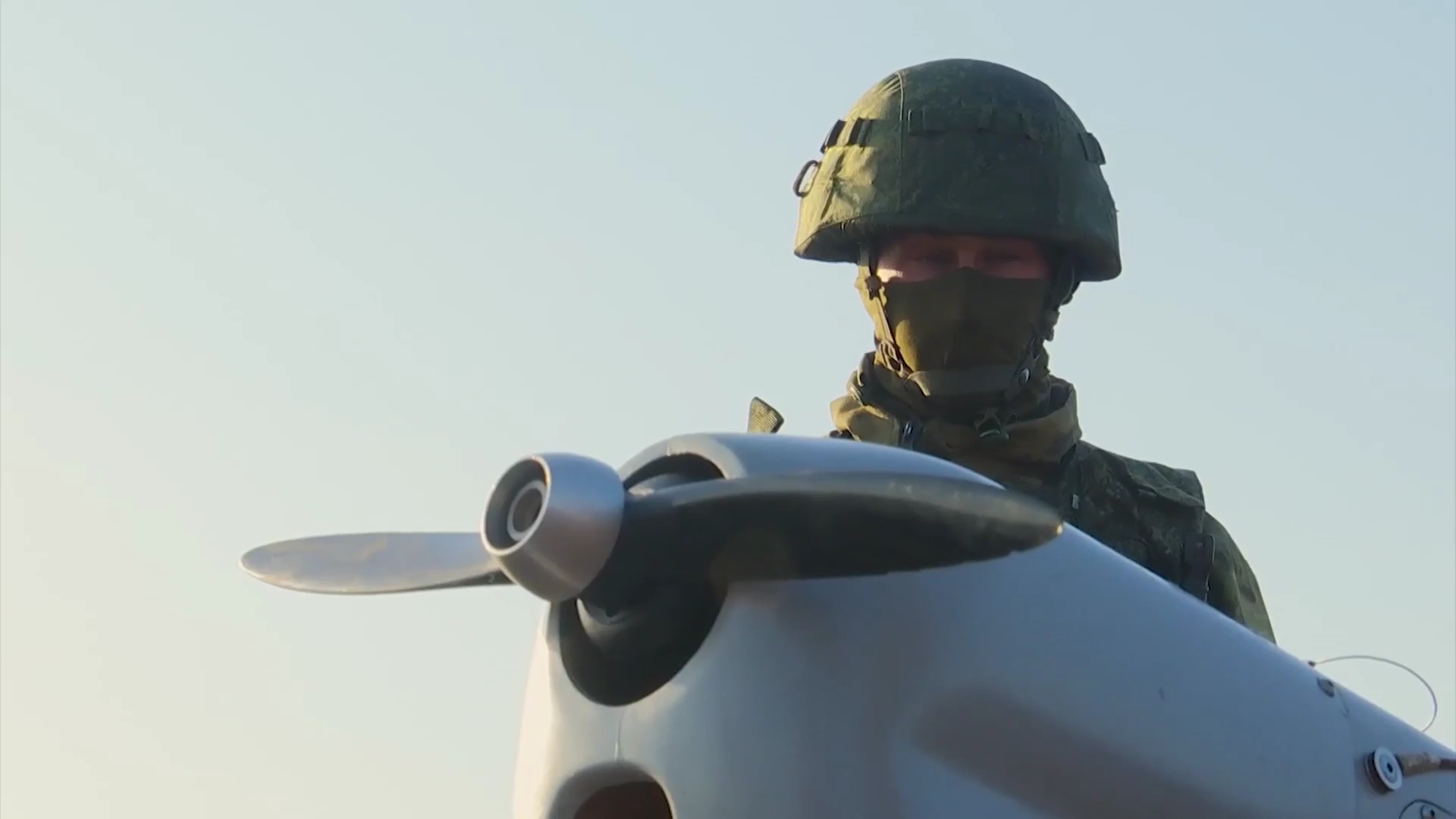
Российский военный с БПЛА «Орлан-10» на Украине, 2022 год

Вторжение России на Украину в 2022 году существенно повлияло на развитие беспилотных летательных аппаратов (БПЛА), сделав их неотъемлемой частью боевых действий. Активное использование дронов обеими сторонами привело к тому, что конфликт в Украине часто называют «войной дронов». Если в предыдущих вооружённых конфликтах дроны, как правило, применялись одной из сторон в условиях практически неоспариваемого воздушного господства, преимущественно для разведки и нанесения ударов (например, в ходе войны в Афганистане), то в войне на Украине беспилотные системы были интегрированы на всех этапах боевых действий. Беспилотники, зачастую небольшие по размеру и сравнительно недорогие, позволяют обнаруживать солдат и боеприпасы противника, наносить удары и обеспечивать лучшее визуальное представление о ситуации на поле боя. С расширением использования беспилотников Россия наращивала внутреннее производство всех типов дронов.
16 декабря 2024 года на расширенной коллегии Министерства обороны министр обороны России Андрей Белоусов предложил в соответствии с поручением президента Владимира Путина сформировать войска беспилотных систем.
12 июня 2025 года на совещании по рассмотрению основных параметров проекта государственной программы вооружения на 2027–2036 годы президент Владимир Путин сообщил о процессе создания войск беспилотных систем как отдельного рода войск.

## Формирования
- Отдельная бригада беспилотной авиации «ГРОМ „Каскад”»
- 7-й отдельный разведывательно-ударный полк беспилотных систем[6]
- Центр специального назначения (добровольческий, беспилотных систем «Барс-Сармат»)[7]